# Alchisme antigua
Alchisme antigua är en insektsart som beskrevs av William D. Funkhouser 1943. Alchisme antigua ingår i släktet Alchisme och familjen hornstritar. Inga underarter finns listade i Catalogue of Life.